# ¿Cuánto vale el show? (Venezuela)
¿Cuánto vale el show? era un programa de concursos venezolano que buscaba nuevos talentos conducido por Guillermo "Fantástico" González. Fue emitido en distintas versiones por Radio Caracas Televisión (1980-1996), Venezolana de Televisión (1986-1988), Televen (1988-1993) y por último en Venevisión (1998-2001).

## Formato
Se caracteriza por la diversidad de los participantes, desde bailarines a mimos, malabaristas, humoristas, entre otros, lo que son calificados por un jurado, en el que confluyen distintos estilos, el crítico, el espontáneo y la modelo, quienes premian con dinero el cometido de los concursantes, cifra que ha ido variando con el tiempo.
Con formatos como ¿Cuánto Vale el Show? Infantil, que era emitido los días sábados en la tarde. Tanto en su versión original, como en su versión chilena de mismo nombre, la música de cabecera es casi idéntica, manteniendo la letra original. 
Destacaron como jurados el tenor Carlos Almenar Otero, Dennis Hernández "La Malandra Elizabeth" y la actriz Rosario Prieto. El director musical del programa era Omar Martínez Bon. También estuvo como jurado la presentadora de televisión Carmen Victoria Pérez cuando se transmitió por Venevisión (en sustitución de Rosario Prieto).

## Premios
En el premio de adultos (en su última etapa) el ganador será recompensado con 15.000 dólares en efectivo, la grabación de un disco compacto (CD) y su respectiva promoción. El participante que alcance el segundo lugar obtendrá 3.000 dólares; mientras que el que quede de tercero recibirá 2.000 dólares.
En el concurso infantil, todos los niños que participen ganarán una libreta de ahorros y un juguete. El premio mayor, otorgado a quien obtenga el primer lugar, será 2 pasajes ida y vuelta a la ciudad de Orlando, Florida (EE. UU.), incluyendo la estadía durante 1 semana, entradas a los parques de atracciones, todas las comidas, traslados aeropuerto-hotel-aeropuerto y 2.000 dólares en efectivo para gastos.
En cuanto al concurso de modelos la chica que resultase victoriosa sería premiada con 15.000 dólares e ingresará al certamen Miss Venezuela; la segunda finalista se apoderará de 3.000 dólares y la tercera ganará 2.000 dólares.

## Emisiones
Al principio era un segmento del programa Fantástico, el cual era producido y transmitido por Radio Caracas Televisión entre 1980 y 1985. 
Luego, en 1986, al pasar a manos de la productora independiente TVC - Televicentro y ser transmitido por Venezolana de Televisión, producido primero por Rubén Darío Diaz y luego por Yanko Durán, fue realizado como un segmento del programa El Show de Fantástico. Duró hasta finales de 1989, al ser transmitido a través de Televen de manos de la misma casa productora.
A finales de abril de 1993 volvió a las pantallas de RCTV, esta vez ya como espacio independiente. Permanecería en dicho canal hasta septiembre de 1996.
Desde el 27 de marzo de 1998, de la mano de Televicentro, su transmisión corría a cargo de Venevisión, donde fue transmitido hasta el año 2001.

## Variantes

### Versión chilena
¿Cuánto vale el show? era un programa de concursos chileno, pionero en la búsqueda de nuevos talentos, emitido por Chilevisión. Tenía el mismo formato que la versión venezolana. Conducido por Ricardo Calderón (1980-1981), Alejandro Chávez (1981-1983; 1990), Luis Jara (1995-1996), y Leo Caprile (1994-1995; 2002-2007). Fue emitido desde 1980 hasta 2007.

### Concepto
Según el animador, Guillermo "Fantástico" González, los programas como American Idol y The Voice son fruto de Cuánto vale el show. También llegó a comentar que tuvo pensado demandar a American Idol, y hasta casi logró acercarse a Simon Cowell.